# Instituto Nacional de Polícia Científica (França)
O Instituto Nacional de Polícia Científica – I.N.P.S. (Institut National de Police Scientifique) é um órgão público da estrutura do Ministério do Interior da França, que o tutela através da Direção Geral da Polícia Nacional (Police Nationale), a polícia francesa de caráter nacional e de estatuto civil..

## Cronologia histórica

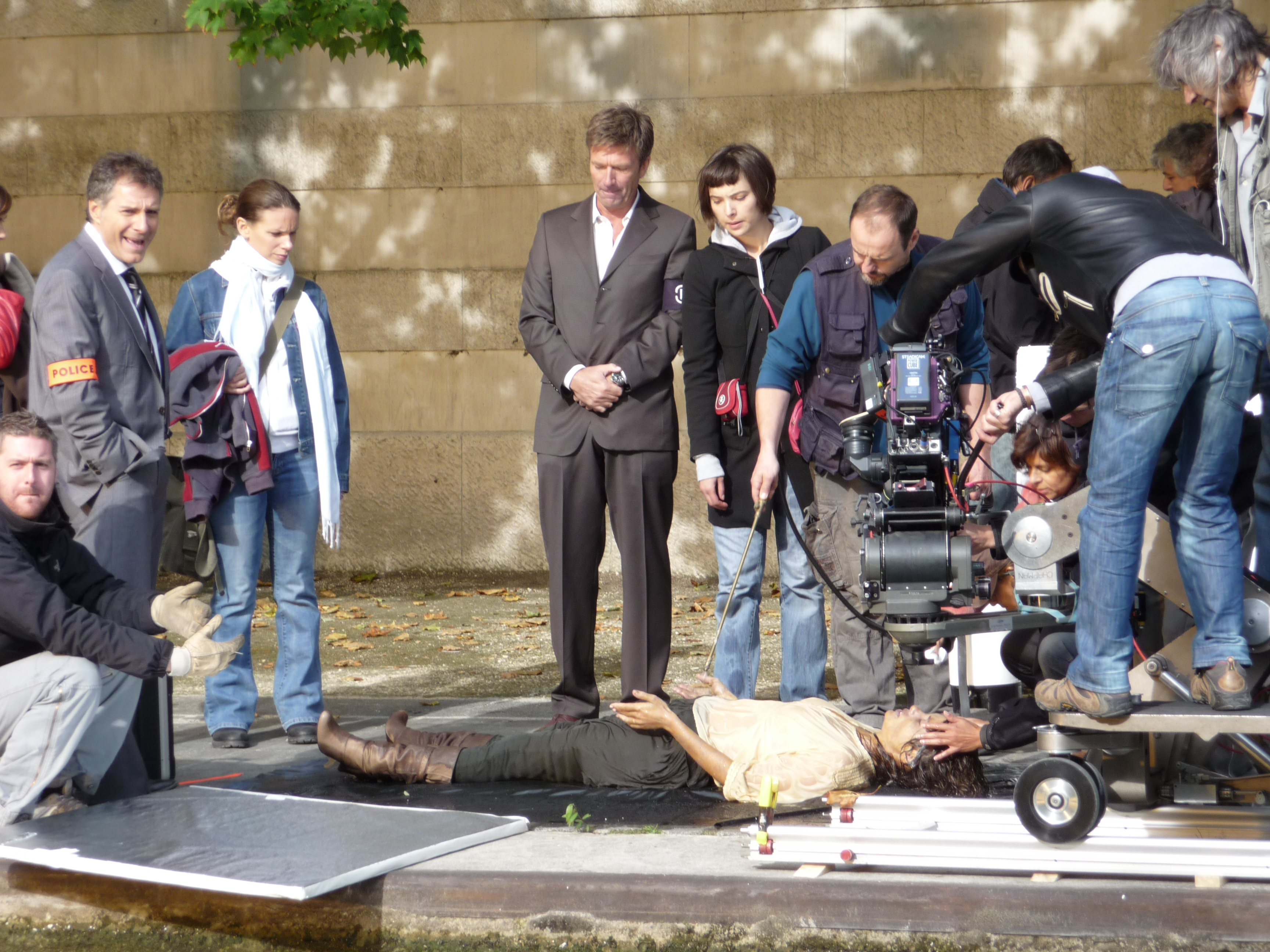
Filmagem da série televisiva R.I.S. ("Recherches et Investigations Scientifiques") - "Pesquisas e Investigações Científicas"

1881, 14 de maio - Paul Brouardel, autorizado pelo governo, instala uma sala de autópsia e um laboratório destinado à pesquisas médico-legais.
1883, 20 de fevereiro – Primeira identificação antropométrica feita por A. Bertillon, fato considerado como o nascimento da polícia técnica.
1902, 12 de outubro – Primeira identificação formal realizada a partir comparação da impressão datiloscópica, feita por A. Bertillon.
1910, 24 de janeiro – Edmond Locard promove a instalação do primeiro laboratório de polícia em Lion.
1943, 27 de novembro – Instituído um Serviço de Polícia Técnica, subordinado à Direção Geral da Polícia Nacional, encarregado de pesquisar e utilizar os métodos científicos próprios à identificação de delinquentes.
1985, 8 de março – Criação da Subdireção da Polícia Técnico-Científica, reunindo os Laboratórios de Lille, Lyon, Marselha e Toulouse, o serviço de identificação judiciária, os serviços de arquivo, documentação, difusão e pesquisas criminais.
2001, 15 de novembro – Criação do Instituto Nacional de Polícia Científica (I.N.P.S.), subordinado ao Ministério do Interior com a tutoria da Direção Geral da Polícia Nacional, por ser a polícia científica um ramo da polícia judiciária.

## Órgãos de polícia técnico-científica
Serviço Central de Laboratórios
Laboratório de Polícia Científica de Lille
Laboratório de Polícia Científica de Lyon
Laboratório de Polícia Científica de Marselha
Laboratório de Polícia Científica de Paris
Laboratório de Polícia Científica de Toulouse
Laboratório de Toxicologia da Chefatura de Polícia de Paris

## Cargos da Policía Científica
Os cargos da Polícia Científica pertencem ao quadro de funcionários da Polícia Nacional e são recrutados mediante concursos públicos realizados pela administração dessa instituição:
- Engenheiro de Policía Técnico-Científica  (exigível diploma superior de engenheiro)[3]
- Técnico de Laboratórios da Polícia Técnico-Científica (exigível diploma de curso superior técnico)
- Agente especializado de Polícia Técnico-Científica  (diploma de nível secundário)

## Área de atuação
Biologia: análise de traços biológicos (sangue), perfil genético, DNA;
Balística: estudo das armas de fogo, munições, determinação da trajetória de tiro etc
Documentos: exame de documentos, estudos comparativos da escrita (grafologia), revelação de vestígios papilares etc
Incêndios/explosões: determinação da causa do incêndio, análise de explosivos e líquidos inflamáveis
Físico-químico: análise de objetos, fibras, resíduos de tiro etc
Estupefacientes : análise de substâncias químicas, drogas etc
Toxicologia: pesquisas de tóxicos (especialidade do laboratório da Chefatura de Polícia de Paris)
Informática